# Херој Доњецке Народне Републике
Херој Доњецке Народне Републике (рус. Герой Донецкой Народной Республики) је највише почасно звање у самопроглашеној Доњецкој Народној Републици (ДНР), установљено октобра 2014. године. Титулу додељују глава Доњецке Народне Републике и Президијум Савета министара.
Као знак распознавања Хероја Доњецке Народне Републике, добитницима почасног звања се додељује Медаља Златна звезда и почасна диплома „грамота”.

## Познати Хероји ДНР
- Владимир Кононов[1]
- Јосиф Кобзон[3]
- Александар Захарченко[4]
- Арсен Павлов[5]
- Михаил Толстих[6]
- Владимир Жога[7]